# Macbeth (film, 1908)
Macbeth är en amerikansk stumfilm från 1908, skådespel av William Shakespeare, regisserad av J. Stuart Blackton, handlar om Macbeth, kung av Skottland.

## Rollista (i urval)
- William V. Ranous – Macbeth
- Paul Panzer – Macduff
- Charles Kent – Duncan
- Louise Carver – Lady Macbeth
- Florence Lawrence – Banquet Guest
- Florence Turner – Banquet Guest